# 73. østlige længdekreds
Den 73. østlige længdekreds (eller 73 grader østlig længde) er en længdekreds, der ligger 73 grader øst for nulmeridianen. Den løber gennem Ishavet, Asien, det Indiske Ocean, det Sydlige Ishav og Antarktis.